# Alemania en la Copa Mundial de Fútbol de 2002
La selección de Alemania fue uno de los 32 equipos participantes en la Copa Mundial de Fútbol de 2002, torneo que se llevó a cabo del 31 de mayo al 30 de junio en Corea del Sur y Japón.
En la fase de grupos, Alemania estuvo encuadrada en el grupo E junto a sus pares de Irlanda, Camerún y Arabia Saudí.
Sus tres encuentros de primera fase, los disputó en suelo japonés. Debutó el 1 de junio en el Sapporo Dome, frente a los saudíes, rival contra el que se saldó con la mayor goleada de los germanos en cualquier cita mundialista, ya que les venció por 8-0. La «aplastante victoria teutona» llegó a través de los goles de un joven Miroslav Klose quien marcó un Hat-trick, Michael Ballack, Carsten Jancker, Thomas Linke, Oliver Bierhoff y Bernd Schneider.
En el segundo partido del grupo, empató a uno contra la selección de República de Irlanda, cotejo donde los irlandeses empataron en los últimos instantes del choque por mediación de Robbie Keane.
Ya en el tercer duelo, disputado el 11 de junio en el estadio Ecopa de Shizuoka, Alemania ganó el tercer partido sin muchas dificultades por 2-0 frente a Camerún, partido en el cual el arquero Oliver Kahn realizó varias tapadas espectaculares; en tanto, las anotaciones fueron marcadas por Marco Bode al 50 y Miroslav Klose al 79. Así logró el liderato del grupo rumbo a la segunda fase.
En el partido de octavos de final, celebrado el 15 de junio en el Estadio Mundialista de Jeju de Seogwipo, venció 1-0 a Paraguay por conducto de Oliver Neuville al minuto 88.
Seis días después, clasificada en cuartos de final disputó su primer encuentro en el país surcoreano, específicamente el Estadio Munsu de Ulsan, lograron vencer por la mínima a la selección estadounidense con gol de cabeza de Michael Ballack al 39 del encuentro.
En la antesala de la final, se enfrentaron con la polémica selección surcoreana. En un rígido encuentro, la «Mannschaft» se impuso a la anfitriona por 1-0 con gol de Ballack al 75, clasificó así nuevamente a una final el 25 de junio en el Estadio mundialista de Seúl. Lo negativo que dejó el pase para los de Rudi Völler fue la suspensión del citado Ballack para la final.
El rival de la séptima final germana era el Brasil de Ronaldo, Rivaldo, Roberto Carlos y Ronaldinho, y se dio cita en el estadio de Yokohama, el 30 de junio. Era un doble duelo de países, primero para saber si Alemania sería tetracampeona o, en su defecto, si Brasil sería pentacampeón y de individualidades después, para saber quien ganaría el duelo que se anunciaba entre el mejor portero del mundo en ese momento, Oliver Kahn, frente al mejor delantero de esa cita, un renacido Ronaldo. Por si fuera poco, era la primera vez que ambas naciones se enfrentaban en un Mundial. Con doblete del mencionado Ronaldo, Brasil se impuso por dos goles a cero, aunque para consuelo de los germanos, Oliver Kahn obtuvo el Balón de Oro y el trofeo Lev Yashin de la justa.

## Clasificación

### Grupo 9
| Equipo     | Pts | PJ | PG | PE | PP | GF | GC | Dif |
| ---------- | --- | -- | -- | -- | -- | -- | -- | --- |
| Inglaterra | 17  | 8  | 5  | 2  | 1  | 16 | 6  | 10  |
| Alemania   | 17  | 8  | 5  | 2  | 1  | 14 | 10 | 4   |
| Finlandia  | 12  | 8  | 3  | 3  | 2  | 12 | 7  | 5   |
| Grecia     | 7   | 8  | 2  | 1  | 5  | 7  | 17 | -10 |
| Albania    | 3   | 8  | 1  | 0  | 7  | 5  | 14 | -9  |

| Fecha                   | Lugar         |            |                       | Resultado |                       |            |
| ----------------------- | ------------- | ---------- | --------------------- | --------- | --------------------- | ---------- |
| 2 de septiembre de 2000 | Hamburgo      | Alemania   | Bandera de Alemania   | 2:0 (1:0) | Bandera de Grecia     | Grecia     |
| 7 de octubre de 2000    | Londres       | Inglaterra | Bandera de Inglaterra | 0:1 (0:1) | Bandera de Alemania   | Alemania   |
| 24 de marzo de 2001     | Leverkusen    | Alemania   | Bandera de Alemania   | 2:1 (0:0) | Bandera de Albania    | Albania    |
| 28 de marzo de 2001     | Atenas        | Grecia     | Bandera de Grecia     | 2:4 (2:2) | Bandera de Alemania   | Alemania   |
| 2 de junio de 2001      | Helsinki      | Finlandia  | Bandera de Finlandia  | 2:2 (2:0) | Bandera de Alemania   | Alemania   |
| 6 de junio de 2001      | Tirana        | Albania    | Bandera de Albania    | 0:2 (0:1) | Bandera de Alemania   | Alemania   |
| 1 de septiembre de 2001 | Múnich        | Alemania   | Bandera de Alemania   | 1:5 (1:2) | Bandera de Inglaterra | Inglaterra |
| 6 de octubre de 2001    | Gelsenkirchen | Alemania   | Bandera de Alemania   | 0:0       | Bandera de Finlandia  | Finlandia  |

### Repesca europea
| 10 de noviembre de 2001 | Ucrania   | 1:1 (1:1) | Alemania    | Estadio Olímpico, Kiev                                      |                                                             |
|                         | Zubov 18' | Reporte   | Ballack 31' | Asistencia: 83 000 espectadores Árbitro(s): Stefano Braschi | Asistencia: 83 000 espectadores Árbitro(s): Stefano Braschi |

| 14 de noviembre de 2001 | Alemania                                   | 4:1 (3:0) | Ucrania        | Westfalenstadion, Dortmund                                     |                                                                |
|                         | Ballack 4' 51' · Neuville 11' · Rehmer 15' | Reporte   | Shevchenko 90' | Asistencia: 52 000 espectadores Árbitro(s): Vitor Melo Pereira | Asistencia: 52 000 espectadores Árbitro(s): Vitor Melo Pereira |

### Goleadores
| Jugador           | Goles | Minutos | PJ |
| ----------------- | ----- | ------- | -- |
| Michael Ballack   | 6     | 785     | 9  |
| Marko Rehmer      | 3     | 852     | 10 |
| Miroslav Klose    | 2     | 109     | 5  |
| Sebastian Deisler | 2     | 592     | 7  |
| Carsten Jancker   | 2     | 555     | 8  |
| Mehmet Scholl     | 1     | 270     | 3  |
| Marco Bode        | 1     | 346     | 5  |
| Dietmar Hamann    | 1     | 405     | 5  |
| Oliver Neuville   | 1     | 469     | 7  |

## Jugadores
| #     | Nombre              | Posición      | Edad | PJ Sel | Goles | Club                |
| ----- | ------------------- | ------------- | ---- | ------ | ----- | ------------------- |
| 1     | Oliver Kahn         | Portero       | 32   | 45     | 0     | Bayern de Múnich    |
| 2     | Thomas Linke        | Defensa       | 32   | 34     | 0     | Bayern de Múnich    |
| 3     | Marko Rehmer        | Defensa       | 30   | 27     | 4     | Hertha Berlín       |
| 4     | Frank Baumann       | Defensa       | 26   | 11     | 2     | Werder Bremen       |
| 5     | Carsten Ramelow     | Mediocampista | 28   | 25     | 0     | Bayer 04 Leverkusen |
| 6     | Christian Ziege     | Defensa       | 30   | 66     | 9     | Tottenham Hotspur   |
| 7     | Oliver Neuville     | Delantero     | 29   | 30     | 3     | Bayer 04 Leverkusen |
| 8     | Dietmar Hamann      | Mediocampista | 28   | 40     | 4     | Liverpool           |
| 9     | Carsten Jancker     | Delantero     | 27   | 26     | 7     | Bayern de Múnich    |
| 10    | Lars Ricken         | Mediocampista | 25   | 16     | 1     | Borussia Dortmund   |
| 11    | Miroslav Klose      | Delantero     | 23   | 12     | 8     | Kaiserslautern      |
| 12    | Jens Lehmann        | Portero       | 32   | 14     | 0     | Borussia Dortmund   |
| 13    | Michael Ballack     | Mediocampista | 25   | 22     | 6     | Bayer 04 Leverkusen |
| 14    | Gerald Asamoah      | Mediocampista | 23   | 11     | 2     | Schalke 04          |
| 15    | Sebastian Kehl      | Defensa       | 22   | 8      | 2     | Borussia Dortmund   |
| 16    | Jens Jeremies       | Mediocampista | 28   | 33     | 1     | Bayern de Múnich    |
| 17    | Marco Bode          | Mediocampista | 32   | 34     | 8     | Werder Bremen       |
| 18    | Jörg Böhme          | Defensa       | 28   | 6      | 1     | Schalke 04          |
| 19    | Bernd Schneider     | Mediocampista | 28   | 9      | 0     | Bayer 04 Leverkusen |
| 20    | Oliver Bierhoff     | Delantero     | 34   | 65     | 36    | Mónaco              |
| 21    | Christoph Metzelder | Defensa       | 21   | 6      | 0     | Borussia Dortmund   |
| 22    | Torsten Frings      | Mediocampista | 25   | 8      | 2     | Werder Bremen       |
| 23    | Hans-Jörg Butt      | Portero       | 28   | 2      | 0     | Bayer 04 Leverkusen |
| D. T. | Rudi Völler         |               |      |        |       |                     |

## Participación

### Grupo E
| Equipo         | Pts | PJ | PG | PE | PP | GF | GC | Dif |
| -------------- | --- | -- | -- | -- | -- | -- | -- | --- |
| Alemania       | 7   | 3  | 2  | 1  | 0  | 11 | 1  | 10  |
| Irlanda        | 5   | 3  | 1  | 2  | 0  | 5  | 2  | 3   |
| Camerún        | 4   | 3  | 1  | 1  | 1  | 2  | 3  | -1  |
| Arabia Saudita | 0   | 3  | 0  | 0  | 3  | 0  | 12 | -12 |

| 1 de junio de 2002, 20:30 | Alemania                                                                                     | 8:0 (4:0) | Arabia Saudita | Sapporo Dome, Sapporo                                     |                                                           |
|                           | Klose 20' 25' 70' · Ballack 40' · Jancker 45+1' · Linke 73' · Bierhoff 84' · Schneider 90+1' | Reporte   |                | Asistencia: 32 218 espectadores Árbitro(s): Ubaldo Aquino | Asistencia: 32 218 espectadores Árbitro(s): Ubaldo Aquino |

| 5 de junio de 2002, 20:30 | Alemania  | 1:1 (1:0) | Irlanda     | Estadio Kashima, Ibaraki                                       |                                                                |
|                           | Klose 19' | Reporte   | Keane 90+2' | Asistencia: 35 854 espectadores Árbitro(s): Kim Milton Nielsen | Asistencia: 35 854 espectadores Árbitro(s): Kim Milton Nielsen |

| 11 de junio de 2002, 20:30 | Camerún | 0:2 (0:0) | Alemania             | Estadio Ecopa, Shizuoka                                         |                                                                 |
|                            |         | Reporte   | Bode 50' · Klose 79' | Asistencia: 47 085 espectadores Árbitro(s): Antonio López Nieto | Asistencia: 47 085 espectadores Árbitro(s): Antonio López Nieto |

### Octavos de final
| 15 de junio de 2002, 15:30 | Alemania     | 1:0 (0:0) | Paraguay | Estadio Mundialista de Jeju, Seogwipo                     |                                                           |
|                            | Neuville 88' | Reporte   |          | Asistencia: 25 176 espectadores Árbitro(s): Carlos Batres | Asistencia: 25 176 espectadores Árbitro(s): Carlos Batres |

### Cuartos de final
| 21 de junio de 2002, 20:30 | Alemania    | 1:0 (1:0) | Estados Unidos | Estadio Munsu, Ulsan                                    |                                                         |
|                            | Ballack 39' | Reporte   |                | Asistencia: 37 337 espectadores Árbitro(s): Hugh Dallas | Asistencia: 37 337 espectadores Árbitro(s): Hugh Dallas |

### Semifinales
| 25 de junio de 2002, 20:30 | Alemania    | 1:0 (0:0) | Corea del Sur | Estadio Mundialista, Seúl                             |                                                       |
|                            | Ballack 75' | Reporte   |               | Asistencia: 65 256 espectadores Árbitro(s): Urs Meier | Asistencia: 65 256 espectadores Árbitro(s): Urs Meier |

### Final
| 30 de junio de 2002, 20:00 | Alemania | 0:2 (0:0) | Brasil          | Estadio Internacional, Yokohama                               |                                                               |
|                            |          | Reporte   | Ronaldo 67' 79' | Asistencia: 69 029 espectadores Árbitro(s): Pierluigi Collina | Asistencia: 69 029 espectadores Árbitro(s): Pierluigi Collina |

## Estadísticas
| Equipo | Equipo   | Pts | PJ | PG | PE | PP | GF | GC | Dif | Rend  |
| ------ | -------- | --- | -- | -- | -- | -- | -- | -- | --- | ----- |
| 1      | Brasil   | 21  | 7  | 7  | 0  | 0  | 18 | 4  | 14  | 100%  |
| 2      | Alemania | 16  | 7  | 5  | 1  | 1  | 14 | 3  | 11  | 76,2% |
| 3      | Turquía  | 13  | 7  | 4  | 1  | 2  | 10 | 6  | 4   | 61,9% |

### Participación de jugadores
| #  | Nombre              | Posición      | PJ | Min |   | Asist | Tiros  | Faltas |   |   |
| -- | ------------------- | ------------- | -- | --- | - | ----- | ------ | ------ | - | - |
| 2  | Thomas Linke        | Defensa       | 7  | 630 | 1 | 0     | 5      | 5-5    | 0 | 0 |
| 3  | Marko Rehmer        | Defensa       | 1  | 46  | 0 | 0     | 0      | 1-2    | 0 | 0 |
| 4  | Frank Baumann       | Defensa       | 1  | 30  | 0 | 0     | 0      | 1-0    | 1 | 0 |
| 5  | Carsten Ramelow     | Mediocampista | 5  | 356 | 0 | 0     | 3      | 6-7    | 2 | 1 |
| 6  | Christian Ziege     | Defensa       | 5  | 366 | 0 | 3     | 5      | 8-1    | 2 | 0 |
| 7  | Oliver Neuville     | Delantero     | 6  | 368 | 1 | 1     | 8      | 7-11   | 1 | 0 |
| 8  | Dietmar Hamann      | Mediocampista | 6  | 540 | 0 | 1     | 4      | 19-8   | 2 | 0 |
| 9  | Carsten Jancker     | Delantero     | 3  | 188 | 1 | 0     | 7      | 11-6   | 1 | 0 |
| 10 | Lars Ricken         | Delantero     | 0  | 0   | 0 | 0     | 0      | 0-0    | 0 | 0 |
| 11 | Miroslav Klose      | Delantero     | 7  | 570 | 5 | 1     | 18     | 10-18  | 1 | 0 |
| 13 | Michael Ballack     | Mediocampista | 6  | 540 | 3 | 4     | 19     | 14-12  | 3 | 0 |
| 14 | Gerald Asamoah      | Defensa       | 3  | 16  | 0 | 0     | 0      | 0-1    | 0 | 0 |
| 15 | Sebastian Kehl      | Defensa       | 2  | 134 | 0 | 0     | 0      | 2-1    | 1 | 0 |
| 16 | Jens Jeremies       | Mediocampista | 7  | 257 | 0 | 0     | 7      | 4-8    | 1 | 0 |
| 17 | Marco Bode          | Delantero     | 6  | 323 | 1 | 0     | 6      | 5-5    | 0 | 0 |
| 18 | Jörg Böhme          | Defensa       | 0  | 0   | 0 | 0     | 0      | 0-0    | 0 | 0 |
| 19 | Bernd Schneider     | Mediocampista | 7  | 584 | 1 | 1     | 7      | 8-16   | 1 | 0 |
| 20 | Oliver Bierhoff     | Mediocampista | 5  | 76  | 1 | 0     | 2      | 3-4    | 0 | 0 |
| 21 | Christoph Metzelder | Defensa       | 7  | 600 | 0 | 0     | 1      | 15-17  | 0 | 0 |
| 22 | Torsten Frings      | Mediocampista | 7  | 630 | 0 | 1     | 10     | 15-13  | 1 | 0 |
| #  | Nombre              | Posición      | PJ | Min |   | Prom. | Atajos | Faltas |   |   |
| 1  | Oliver Kahn         | Portero       | 7  | 630 | 3 | 0,88  | 25     | 1-1    | 1 | 0 |
| 12 | Jens Lehmann        | Portero       | 0  | 0   | 0 | 0     | 0      | 0-0    | 0 | 0 |
| 23 | Hans-Jörg Butt      | Portero       | 0  | 0   | 0 | 0     | 0      | 0-0    | 0 | 0 |